# Ida de Anhalt-Bernburg-Schaumburg-Hoym
Ida de Anhalt-Bernburg-Schaumburg-Hoym (10 de março de 1804 - 31 de março de 1828) foi a segunda esposa do grão-duque Augusto de Oldemburgo.

## Família
Adelaide foi a segunda das quatro filhas do príncipe Vítor II, príncipe de Anhalt-Bernburg-Schaumburg-Hoym e da princesa Amália de Nassau-Weilburg. Entre os seus irmãos estava a princesa Hermínia de Anhalt-Bernburg-Schaumburg-Hoym, esposa do arquiduque José da Áustria e a princesa Ema de Anhalt-Bernburg-Schaumburg-Hoym, esposa do príncipe Jorge II, Príncipe de Waldeck e Pyrmont. Os seus avós paternos eram o príncipe Carlos de Anhalt-Bernburg-Schaumburg-Hoym e a princesa Leonor de Solms-Braunfels. Os seus avós maternos eram o príncipe Carlos Cristiano, Príncipe de Nassau-Weilburg e a princesa Carolina de Orange-Nassau.

## Casamento e descendência
No dia 24 de junho de 1825, Ida casou-se com o seu antigo cunhado, o duque Augusto de Oldemburgo, cinco anos depois da morte da sua irmã mais velha, Adelaide. Antes do casamento os dois correspondiam-se com muita regularidade e Ida interessava-se muito pela educação das suas duas sobrinhas, pelo que Augusto achou que ela seria a candidata ideal para sua esposa. Tiveram um filho:
- Pedro II de Oldemburgo (8 de julho de 1827 - 13 de junho de 1900), casado com a princesa Isabel de Saxe-Altemburgo (1826–1896)Isabel de Saxe-Altemburgo; com descendência.

Ida nunca recuperou completamente do parto e viria a morrer menos de um ano depois, no dia 31 de março de 1827. Seis anos depois o seu marido voltou a casar-se, desta vez com a princesa Cecília da Suécia.